# 도호 스튜디오
도호 스튜디오(일본어: 東宝スタジオ)는 도쿄도 세타가야구 세이조 키누타에 위치한, 도호의 영화 및 텔레비전 제작을 하는 일본의 스튜디오이다. 일본 내의 촬영 스튜디오에서는 최대 규모로, 일본 영상 업계를 대표하는 촬영 스튜디오이다.

## 같이 보기
- 도호
- 도호 사운드 스튜디오
- 도호 영화 (기업)